# Ormosia bilineata
Ormosia bilineata là một loài ruồi trong họ Limoniidae. Chúng phân bố ở miền Tân bắc.